# 珩磨

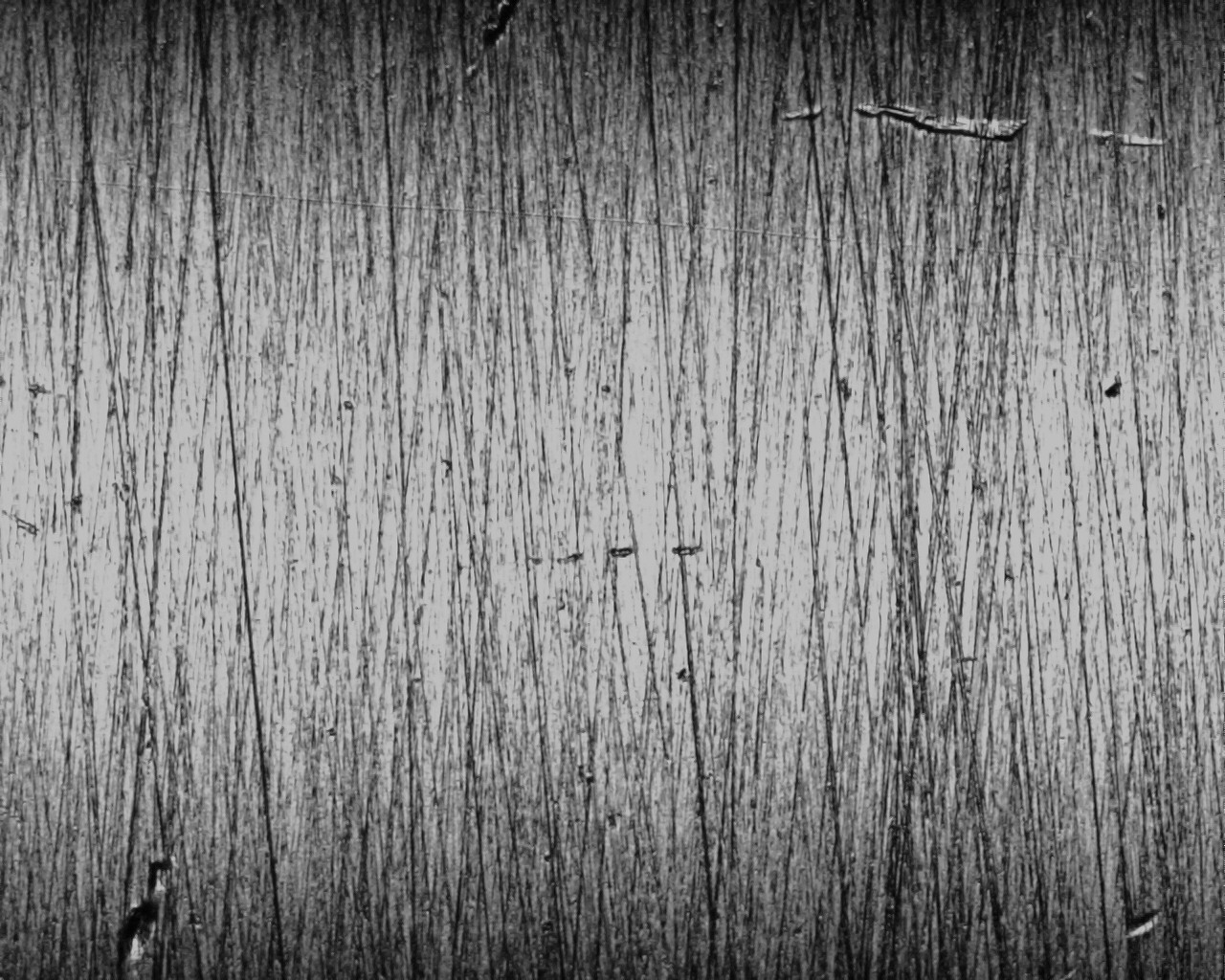
珩磨工件的表面。

珩磨（英語：Honing）是一种磨削加工，用珩磨条沿一定的路徑在金屬工件表面摩擦，以达到要求的精度。珩磨主要用於产生特定幾何形狀，也可以改善表面紋理。通常用在內燃機的汽缸、空氣軸承主軸和齒輪的精加工。珩磨有多种類型，但都有一块或多块磨石，在一定压力下，相对于加工表面做运动。類似的工艺有研磨和超精加工。

## 珩磨条
珩磨使用一种特殊的工具，叫做珩磨条，以达到高精度的表面。珩磨条類似於砂輪，由磨粒粘合而成。通常，珩磨晶粒是直徑10至50微米的不規則形狀的颗粒。珩磨晶粒越小，珩磨后的表面越光滑。
任何研磨材料可被用作珩磨条，但最常用的是剛玉，碳化矽，立方氮化硼或金剛石。研磨材料通常根据工件材料的特性來選擇。在大多數情況下，剛玉或碳化矽就可以满足要求。对于高硬度材料，则必須使用超磨料進行珩磨。

## 珩磨机

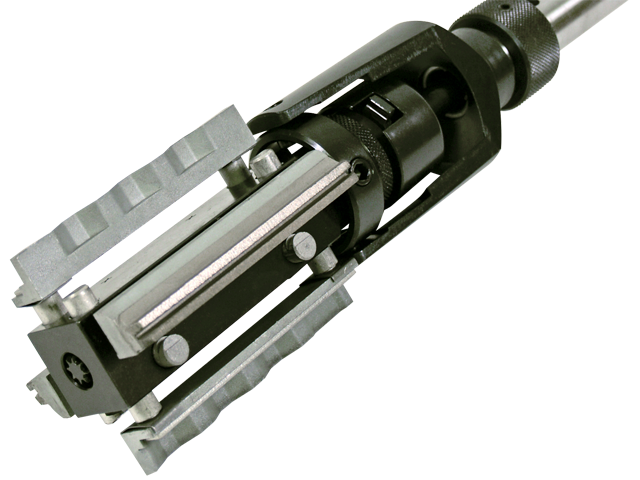
超硬材料和磨頭，用于气缸打磨
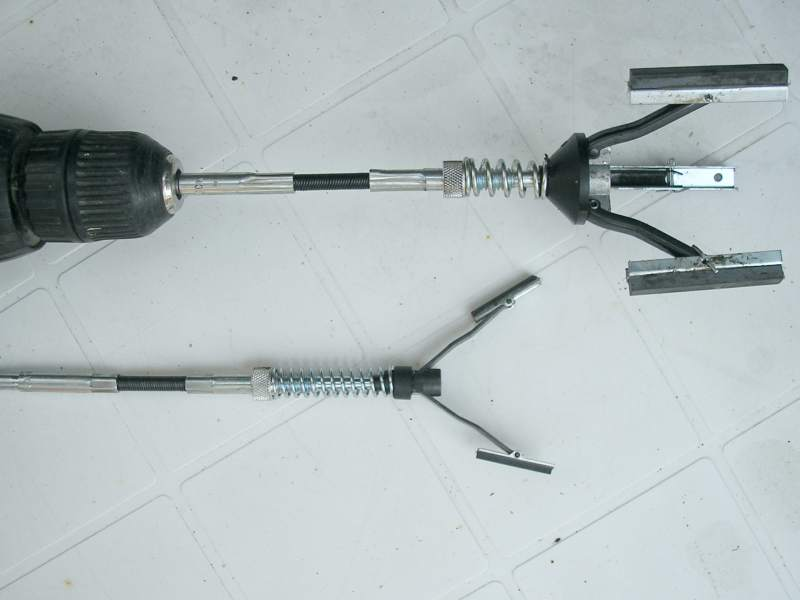
磨珩工具
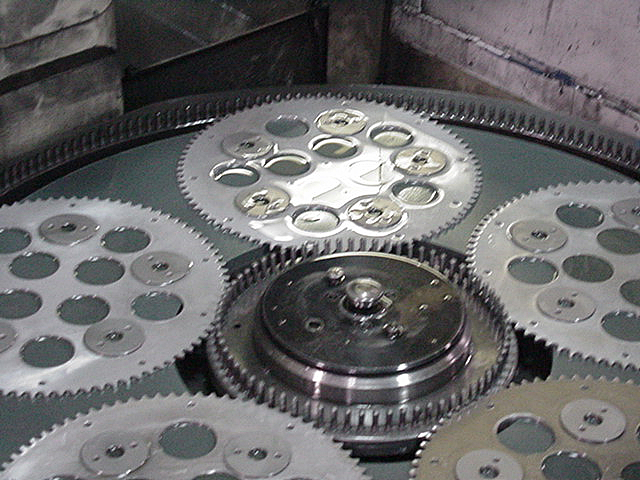
平面珩磨機